# 1948년 대한민국 국회의장단 보궐선거
제헌 국회 의장단 보궐선거는 1948년 8월 4일에 실시되었다.
선거 결과 신익희 대한독립촉성국민회 의원이 국회의장에, 김약수 조선공화당 의원이 국회부의장에 선출되었다.
신익희 의장은 그해 11월 대한독립촉성국민회 내 목요회 세력을 이끌고 친여 성향의 대한국민당을 창당하였으나, 이후 배은희 등 친이승만계와 결별하고 야당 성향 정치인으로 변모하였다. 결국 그는 이듬해 2월 대한국민당과 한국민주당의 합당을 추진하였으며, 이에 따라 통합 야당 민주국민당이 창당되자 최고위원을 맡으며 야권의 대표 인사가 되었다. 이로써 이승만 대통령이 국회에 의해 대통령에 당선된지 몇 개월도 되지 않아 국회는 야당 국회의장에 의해 운영되게 된 것이다.
김약수 부의장은 출석의원 대비 49.4%의 득표율로 당선되었는데, 이는 역대 국회부의장 선거 중 최저 출석의원 대비 득표율 기록이다. 재적의원 대비 최저 득표율을 기록한 국회부의장은 1960년 국회부의장 선거에서 36.2%의 재적의원 대비 득표율로 당선된 이재형이었다.

## 선거 제도
국회의장 및 국회부의장 선거에서 당선자는 재적 의원 2/3 이상의 출석과 출석 의원 과반수의 찬성으로 결정하도록 되어있었다. 만약 1차 투표 결과 과반을 득표한 후보가 없을 시 2차 투표를 해야 했으며, 2차 투표에서도 과반을 득표한 후보가 없을 시 상위 득표자 2인에 대하여 결선 투표를 실시해 최다 득표자를 당선자로 하도록 되어 있었다.

## 배경
이승만 국회의장은 1948년 7월 20일 국회의원들의 간접 선거로 치러진 제1대 대통령 선거 결과 대통령에 당선되었으며, 7월 24일 대통령에 취임함으로써 공식적으로 국회의원과 국회의장의 직을 상실하였다. 따라서 국회는 8월 4일 국회의장 보궐선거를 실시하였으며, 선거 결과 신익희 국회부의장이 국회의장에 당선되어 1석의 국회부의장직이 공석이 되자 그에 따른 국회부의장 보궐선거도 실시하였다.

## 선거 결과

### 국회의장 선거
경기도 광주군 지역구의 신익희 대한독립촉성국민회 의원이 당선되었다.
| 후보     | 소속               | 득표 | %    | 비고 |
| -------- | ------------------ | ---- | ---- | ---- |
| 신익희   | 대한독립촉성국민회 | 103  | 58.5 | 당선 |
| 김동원   | 한국민주당         | 56   | 31.8 |      |
| 이청천   | 대동청년단         | 7    | 4.0  |      |
| 서정희   | 한국민주당         | 3    | 1.7  |      |
| 김약수   | 조선공화당         | 2    | 1.1  |      |
| 이윤영   | 조선민주당         | 1    | 0.6  |      |
| 이훈구   | 무소속             | 1    | 0.6  |      |
| 이종린   | 무소속             | 1    | 0.6  |      |
| 기권     | 기권               | 2    | 1.1  |      |
| 총투표수 | 총투표수           | 176  | 100  |      |

### 국회부의장 선거
경상남도 동래군 지역구의 김약수 조선공화당 의원이 당선되었다.
| 후보     | 소속               | 1차 투표 | 1차 투표 | 2차 투표 | 2차 투표 | 결선 투표 | 결선 투표 | 비고 |
| 후보     | 소속               | 득표     | %        | 득표     | %        | 득표      | %         | 비고 |
| -------- | ------------------ | -------- | -------- | -------- | -------- | --------- | --------- | ---- |
| 김약수   | 조선공화당         | 38       | 21.0     | 46       | 25.8     | 87        | 49.4      | 당선 |
| 김준연   | 한국민주당         | 39       | 21.5     | 59       | 33.1     | 74        | 42.0      |      |
| 이청천   | 대동청년단         | 28       | 15.5     | 33       | 18.5     | -         | -         |      |
| 이훈구   | 무소속             | 20       | 11.0     | 20       | 11.2     | -         | -         |      |
| 이윤영   | 조선민주당         | 17       | 9.4      | 14       | 7.9      | -         | -         |      |
| 이종린   | 무소속             | 13       | 7.2      | 2        | 1.1      | -         | -         |      |
| 정해준   | 대한독립촉성국민회 | 8        | 4.4      | 1        | 0.6      | -         | -         |      |
| 오석주   | 대한독립촉성국민회 | 4        | 2.2      | 0        | -        | -         | -         |      |
| 조헌영   | 한국민주당         | 4        | 2.2      | 0        | -        | -         | -         |      |
| 이항발   | 무소속             | 2        | 1.1      | 0        | -        | -         | -         |      |
| 장면     | 무소속             | 2        | 1.1      | 0        | -        | -         | -         |      |
| 노일환   | 한국민주당         | 1        | 0.6      | 0        | -        | -         | -         |      |
| 서우석   | 한국민주당         | 1        | 0.6      | 0        | -        | -         | -         |      |
| 기권     | 기권               | 0        | -        | 0        | -        | 11        | 6.3       |      |
| 무효     | 무효               | 4        | 2.2      | 3        | 1.7      | 4         | 2.3       |      |
| 총투표수 | 총투표수           | 181      | 100      | 178      | 100      | 176       | 100       |      |